# Jean-Louis Brost
Jean-Louis Brost, né le 30 mai 1951 à Paris, est un footballeur français. 

## Biographie
Cet attaquant de 1,70 m pour 65 kg rejoint le Stade saint-germanois en juin 1969. 
Il reste fidèle au club quand ce dernier passe sous la bannière Paris Saint-Germain (1970), puis lors du divorce de mai 1972 avec le Paris FC. 
Il quitte le PSG après le retour en Division 1 (juin 1974) et rejoint le CS Fontainebleau (1974-1976).

## Carrière
- 1969-1970 : Stade saint-germanois
- 1970-1974 : Paris Saint-Germain
- 1974-1976 : Entente BFN

## Palmarès
- Champion de France de D2 en 1971 avec le PSG